# Yardie (filme)
Yardie é um filme de drama britânico de 2018 dirigido e escrito por Idris Elba e Brock Norman Brock. Estrelado por Aml Ameen e Akin Gazi, estreou no Festival Sundance de Cinema em 20 de janeiro de 2018.

## Elenco
- Aml Ameen
- Akin Gazi
- Mark Rhino Smith
- Fraser James
- Naomi Ackie